# Bystrzyk (rejon pohrebyszczeński)
Bystrzyk (ukr. Бистрик) – wieś na Ukrainie w rejonie pohrebyszczeńskim, obwodu winnickiego.

## Literatura
- Bystrzyk 1.) wś, powiat skwirski, [w:] Słownik geograficzny Królestwa Polskiego, t. I: Aa – Dereneczna, Warszawa 1880, s. 514.